# Decorso uretrale
Il decorso uretrale, chiamato anche processo uretrale, uretra esterna, apice dell'uretra o termine distale dell'uretra è un'estensione dell'uretra spongiosa e del corpo spugnoso uretrale presente in diversi mammiferi, in particolari i ruminanti. Si tratta di una continuazione dell'uretra navicolare oltre il meato uretrale, all'esterno dello stesso pene, la cui entità può variare ampiamente da un animale all'altro. Poiché questa struttura è avvolta da spugna uretrale, conserva la presenza del corpo ghiandolare, cioè delle ghiandole uretrali e periuretrali caratteristiche dell'uretra maschile; nei ruminanti, mantiene anche i corpi cavernosi dell'uretra e la tonaca profonda peniena.
Nell'uomo di norma il processo uretrale è solo vestigiale, permanendo come la breve sezione sporgente del meato uretrale esterno (costituita dalle labbra uretrali).

## Nomi e classificazione

### Nomi
Il decorso uretrale viene anche chiamato processo uretrale, processo dell'uretra navicolare, uretra terminale, uretra esterna, punta dell'uretra, apice dell'uretra, fine distale dell'uretra, termine distale dell'uretra, termine distale del corpo spugnoso dell'uretra, continuazione tubulare dell'uretra.
Nell'uomo e in alcuni altri mammiferi, il processo uretrale è identificato con due strutture in rilievo note come urethral lips o meatal lips, ovvero labbra uretrali o variamente labbra meatali - perimeatali - parameatali.

### Classificazione
Il processo uretrale non è un'entità omogenea, ma comprende in sé vari elementi e tessuti: una sezione di uretra (variamente considerato l'ultimo segmento uretrale o una mera continuazione dell'uretra spugnosa - navicolare), il corpo ghiandolare (comprendente le ghiandole e i dotti caratteristici dell'uretra maschile), il corpo spugnoso dell'uretra (costituito dalla spugna uretrale), inoltre, nei ruminanti sono rintracciabili anche i corpi cavernosi dell'uretra e una tonaca muscolare esterna, paragonabile alla tonaca profonda del pene.

## Anatomia

### Forma e dimensioni
Il processo uretrale appare come una continuazione dell'uretra, esterna al glande del pene e avvolta da diversi strati di tessuti: i corpi dell'uretra, anch'essi fuoriuscenti dall'organo.
Le dimensioni di questa caratteristica anatomica sono molto variabili, non solo in base all'animale ma anche all'individuo. Negli ovini è in genere molto sviluppato, raggiungendo i 5,5 cm di lunghezza; nei bovini e negli equini il dato varia notevolmente secondo la specie, passando da soli 2 cm fino a 9 - 11 cm. Il diametro dell'uretra esterna è pari al diametro medio dell'uretra spugnosa, escludendo le zone di slargamento o di restringimento (incluso il meato uretrale esterno, che costituisce un punto ristretto).
Nell'uomo, il decorso uretrale non è altro che la punta dell'uretra, vestigiale, costituita da due labbra uretrali appena sporgenti dal meato uretrale esterno; in genere queste strutture non sono rialzate più di 3,5 mm. Tuttavia, in caso di rare anomalie congenite è possibile che un uomo sviluppi un processo uretrale sviluppato, che da letteratura può estendersi anche per 20 - 25 mm.

### Descrizione

#### Struttura generale
In alcuni mammiferi, in particolare i ruminanti, l'uretra e il corpo spugnoso non terminano in corrispondenza del meato uretrale esterno, ma proseguono il proprio decorso anche all'esterno del glande, per un tratto variabile tra 2 - 5,5 cm e 9 - 11 cm, secondo la specie. Poiché il corpo glandulare (l'insieme delle ghiandole e dei dotti uretrali che proteggono da infezioni e infiammazioni l'uretra maschile) è incluso nella spugna uretrale, anch'esso farà parte del processo. Nei ruminanti, sono anche conservate altre strutture: il corpo spugnoso è infatti avvolto dai due corpi cavernosi dell'uretra, a loro volta racchiusi nella tonaca profonda del pene. Una particolarità del processo uretrale è che le sue caratteristiche (forma e dimensioni) influiscono sulla sottostante fossa del prepuzio e, di conseguenza, sull'anatomia dei diverticoli uretrali laterali alla fossa navicolare. I seni uretrali sono situati dorsolateralmente al processo, senza connessioni dirette con quest'ultimo (poiché sfociano nella porzione più distale della fossa, appena prima del vestibolo uretrale).

#### Caratteristiche
Il processo uretrale mantiene il lume irregolarmente trasversale dell'uretra navicolare, mentre il diametro è lo stesso dell'uretra spugnosa (esclusi i punti di slargamento e costrizione). Poiché il processo uretrale conserva le ghiandole uretrali interne alla mucosa (intraepiteliali), nonché quelle che circondano l'uretra maschile (ghiandole periuretrali o parauretrali esocrine), le sue pareti sono perforate dai dotti uretrali, che formano innumerevoli lacune uretrali di Morgagni. Queste lacune sono egualmente presenti nel decorso uretrale, e attraverso di esse le ghiandole emettono il proprio secreto protettivo, antinfiammatorio e fortemente antimicrobico.
Sono inoltre rintracciabili le pliche mucose note come creste uretrali; in questo segmento sono in genere piccole, poiché la loro dimensione tende a decrescere man mano che si procede in direzione anticaudale, risultando notevolmente minore nell'uretra anteriore rispetto all'uretra posteriore.

#### Ruolo nell'erezione
Il processo uretrale, in tutti i mammiferi che lo presentano (incluso l'uomo stesso, benché si tratti di una vestigia) è fortemente innervato, e pertanto costituisce una struttura sensoriale (cioè fortemente sensibile agli stimoli ed eccitabile). La cospicua presenza di vasi sanguigni nella tonaca mucosa e submucosa profonda sembra confermare questa tesi.
Durante l'erezione, il processo subisce un cospicuo allungamento e un lieve slargamento del lume per consentire un più facile passaggio delle secrezioni uretrali, proprio come succede con il resto dell'uretra spugnosa. Nei ruminanti sono inoltre presenti notevoli seni cavernosi nel tessuto erettile, che aumentano la capacità del decorso uretrale di estendersi durante l'erezione. I corpi cavernosi (o il corpo spugnoso laddove questi non siano presenti) sono inoltre circondati da decine di fasce fibroelastiche anulari, volte a contenere l'espansione del processo uretrale nel processo erettivo.
Due compatti fili fibrocartilaginosi sono collocati nel tessuto erettile, e scompaiono appena prima della punta del processo; la loro funzione non è chiara, ma sembrano implicati nel processo di erezione.

#### Epitelio
Il processo uretrale non presenta muscolatura liscia nella tonaca mucosa profonda o submucosa. L'epitelio che compone l'uretra esterna è in prevalenza stratificato transizionale, mentre l'epitelio presente nella sezione più distale del canale, in particolare presso lo sbocco (la punta del processo), è stratificato squamoso.  L'intero processo è ricoperto di epitelio pavimentoso semplice, su cui affiorano occasionalmente minuscole papille.

## Nell'uomo

### Labbra uretrali
Nell'uomo, il decorso uretrale è di norma ridotto ad una semplice vestigia, che appare come la brevissima sezione sporgente del meato uretrale esterno. Questa struttura è costituita dalle cosiddette labbra uretrali (o meatali): due piccole valvole uretrali, esterne e leggermente sollevate (fino a 3,5 mm, benché in alcune persone il processo possa risultare più circolare o viceversa quasi piatto). La funzione delle labbra uretrali è proteggere il meato; sono costituite da una sorta di biforcazione dell'uretra esterna.
Come accade per gli altri mammiferi, il decorso uretrale è molto innervato, e dunque sensibile agli stimoli e all'eccitazione, inoltre è ricoperto da un sottile epitelio pavimentoso semplice, affine a quello del prepuzio, volto a proteggere il delicato e fragile tessuto dell'uretra esterna. Normalmente, nell'uomo il processo è costituito soltanto da un'estensione dell'uretra navicolare (o, più precisamente, dell'uretra meatale), e non presenta una continuazione del corpo spongioso uretrale, né tantomeno con gli altri corpi dell'uretra; possono tuttavia essere presenti dotti uretrali intraepiteliali.

### Casi letterari
La letteratura descrive casi di individui in cui il processo uretrale si è sviluppato in modo eccessivo, causando un'abnorme estensione dell'uretra (e talora dei corpi uretrali) oltre il glande del pene, simile a quella tipica di molti altri mammiferi. In queste rare situazioni patologiche, il decorso raggiunge anche i 20 - 25 mm di lunghezza, e spesso presenta un cospicuo sviluppo del corpo uretrale, o perlomeno del corpo spongioso. Le conseguenze di questa malformazione sono molto variabili, passando dalla totale assenza di sintomi a problemi urologici di entità variabile.

## Clinica

### Patologie
Dal punto di vista clinico, il decorso uretrale è soggetto alle stesse patologie che coinvolgono gli altri segmenti uretrali o il meato uretrale esterno nei maschi. Le più frequenti sono:
- Infezione (uretrite, periuretrite e meatite uretrale) e infiammazione.[49][50][51][52]

- Cisti uretrale o parauretrale: è possibile che le ghiandole uretrali o periuretrali sviluppino edemi e neoformazioni cistiche, a seguito di infezioni o lesioni iatrogene. Le cisti sviluppate nei dotti uretrali, o nel loro sbocco presso la lacuna (cioè l'orifizio del dotto), possono bloccare il drenaggio del secreto.[51][50][52] Questo fenomeno prende il nome di cisti del dotto parauretrale.[53][54][52]
- Diverticolo uretrale o parauretrale: dilatazione anomala e sacciforme dell'uretra, sporgente o rientrante, non di rado dovuta alla dilatazione delle ghiandole e dei dotti uretrali, che provoca un prolasso della parete. Può essere singolo o multiplo, e tende spesso a formarsi nelle lacune di Morgagni in cui sfociano gli stessi dotti.[55][56][57]
- Stenosi uretrale o valvola uretrale: restringimento anomalo del lume uretrale dovuto ad un anello (o cilindro, se allungato) di tessuto cicatriziale; è causato in genere da lesioni iatrogene, tra i più comuni problemi dell'uretra maschile.[58][59][60]
- Calcoli uretrali: formazione o deposito di calcoli (in genere di calcio o smegma) nel canale uretrale o nei suoi fisiologici diverticoli; possono essere sia primari (cioè originati nello stesso canale urinario) o più facilmente secondari (ovvero depositati al suo interno). Nei ruminanti è molto frequente la sedimentazione o il deposito di smegma, che origina voluminosi accumuli reniformi noti come sheath urethral beans.[61][62][63][64]
- Raramente, l'uretra e le sue ghiandole possono essere soggetti a fenomeni neoplastici.[65][66][67][68]

#### Catetere
La presenza di un catetere nel maschio può limitare o impedire il naturale drenaggio del secreto delle ghiandole parauretrali, con il rischio di provocare infezioni (uretriti) che possono eventualmente ascendere attraverso i dotti parauretrali, fino ad infiammare le ghiandole stesse. Viene inoltre limitato fortemente l'apporto del fattore antimicrobico uretrale e delle sostanze protettive, con il rischio di lasciare l'epitelio uretrale scoperto verso fenomeni infettivi o infiammatori. Inoltre, le fragili pareti dell'uretra maschile possono subire traumi causati dal catetere, che includono lesioni uretrali iatrogeniche di varia tipologia (da semplici ferite fino alla lacerazione o rottura - frattura dell'uretra).

#### Sintomatologia
I sintomi delle patologie a carico di questo segmento sono quelli tipici di un'uretrite o parauretrite, e includono:
- Minzione dolorosa (alguria), difficoltosa (disuria) o entrambe (stranguria)
- Dolore e bruciore uretrale (uretrodinia, uretralgia)
- Perdite di sangue dall'uretra (uretrorragia)
- Secrezioni anomale dall'uretra (soprattutto in caso di coinvolgimento delle ghiandole uretrali e parauretrali)
- Sangue nell'urina (ematuria) e nell'eiaculato (emospermia)
- Forte dolore durante e dopo l'eiaculazione (diseiaculazione) e il rapporto (dispareunia)
- Dolore testicolare o scrotale (scrotodinia)
- Elevata frequenza minzionale (pollachiuria)
- Urgenza minzionale (minzione imperiosa)
- Sensazione di mancato svuotamento (tenesmo vescicale)
- Sconforto vescicale e uretrale
- Ritenzione urinaria, acuta o cronica
- Dolore perineale
- Disturbi della defecazione (dolore, tenesmo rettale)
- Pus dall'uretra o nell'urina (piuria; soprattutto in caso di infezione o infiammazione purulenta)

In caso di semplice meatite, i sintomi tendono ad essere molto meno severi e ad estendersi al glande, esternamente (ad esempio in concomitanza con una balanite o balanopostite). Risulta invece molto più complessa nel caso molto frequente (e quasi assicurato per le uretriti gonococciche) di estensione di un'infezione ai dotti e alle ghiandole uretrali e parauretrali (in tal caso si parla di parauretrite o periuretrite).

### Patologie dei ruminanti
Solitamente nei ruminanti, a carico del diverticolo e del processo uretrale possono formarsi agglomerati di sostanze di scarto (ad esempio smegma), reniformi, definite urethral beans (termine traducibile, letteralmente, come fave uretrali). A volte possono assumere dimensioni notevoli (anche di alcuni cm di diametro) o degenerare in calcoli uretrali primari, occludendo gli orifizi delle ghiandole uretrali o causando dolore e difficoltà nella minzione; pertanto, si consiglia di monitorare la pervietà del diverticolo uretrale e ripulire eventuali impurità.
Nell'uomo queste concrezioni sono estremamente rare, tuttavia è possibile che a livello del diverticolo o processo si formino calcoli uretrali (primari se insorti nella lacuna, secondari se depositati in essa dopo aver percorso l'uretra in direzione discendente); richiedono in genere rimozione chirurgica.

### Eccessivo sviluppo del processo uretrale
La presenza di un processo uretrale fortemente sviluppato può comportare problemi; in particolare, nell'uomo sono stati descritti rari casi in cui il processo aveva assunto dimensioni notevoli. Alcuni individui presentavano solamente un problema estetico, senza particolari sintomi, mentre in altre questa anomalia era evidenziata da sintomi urinari evidenti, in particolare minzione dolorosa (alguria, stranguria), dolore e bruciore uretrale (uretrodinia), perdite di sangue vivo o coaguli dall'uretra (uretrorragia), sangue nelle urine (ematuria) o nell'eiaculato (emospermia), secrezioni uretrali anomale.